# La sirenetta (colonna sonora 2023)
La sirenetta (titolo originale The Little Mermaid: Original Motion Picture Soundtrack) è l'album discografico di colonna sonora del film omonimo diretto da Rob Marshall, remake live action dell'omonimo film d'animazione del 1989, pubblicato il 19 maggio 2023 dalla Walt Disney Records.

## Descrizione
La colonna sonora del film è stata composta da Alan Menken, già autore delle musiche del film d'animazione, con testi italiani adattati da Ermavilo e Lorena Brancucci. La colonna sonora include canzoni dal film originale, una seconda reprise del brano Part of Your World e tre nuove canzoni, scritte da Menken e da Lin-Manuel Miranda, Wild Uncharted Waters, For the First Time e The Scuttlebutt. Miranda ha rivelato che avrebbe dovuto esserci una quarta canzone inedita che non è stata inclusa nel montaggio finale e doveva essere una nuova canzone per Re Tritone intitolata Impossible Child.
Parte dei testi di Kiss the Girl e Poor Unfortunate Souls è stata aggiornata rispetto alla colonna sonora del film d'animazione: nel primo caso per sottolineare il consenso di Ariel nel voler ricambiare il bacio del principe Eric e nel secondo caso per evitare che il pubblico più giovane potesse pensare che le ragazze devono stare zitte se non interpellate. Due canzoni del film originale sono state tagliate, Daughters of Triton, cantata dalle sorelle di Ariel e Les Poissons, cantata dal personaggio del cuoco francese di Eric, Chef Louis, che è stato anche tagliato dal film.

## Promozione
Il 26 aprile 2023 è stata pubblicata una nuova versione di Part of Your World, reinterpretata dalla cantante e attrice Halle Bailey, la quale recita nel ruolo di Ariel nel film.

## Tracce

### Edizione originale
1. Triton's Kingdom (Score) – 2:32 – Alan Menken
2. Part of Your World – 3:34 – Halle Bailey
3. Fathoms Below – 1:28 – Jonah Hauer-King, John Dagleish, Christopher Fairbank, Ensemble
4. Part of Your World (Reprise) – 2:37 – Halle Bailey
5. Under the Sea – 3:04 – Daveed Diggs, Cast
6. Wild Uncharted Waters – 2:59 – Jonah Hauer-King
7. Poor Unfortunate Souls – 4:42 – Melissa McCarthy
8. For the First Time – 4:08 – Halle Bailey
9. Kiss the Girl – 3:16 – Daveed Diggs, Awkwafina, Jacob Tremblay, Ensemble
10. The Scuttlebutt – 3:16 – Awkwafina, Daveed Diggs
11. Eric's Decision (Score) – 2:21 – Alan Menken
12. Vanessa's Trick – 1:03 – Halle Bailey
13. Part of Your World (Reprise II) – 1:33 – Halle Bailey
14. Kiss the Girl (Island Band Reprise) (Score) – 2:17 – Alan Menken
15. Finale (Score) – 2:25 – Alan Menken

Edizione deluxe
1. Opening Title (Score) – 1:00 – Alan Menken
2. Eric's Ship (Score) – 1:31 – Alan Menken
3. Shipwreck Graveyard (Score) – 1:53 – Alan Menken
4. Shark Attack (Score) – 1:33 – Alan Menken
5. Dinglehopper (Score) – 1:37 – Alan Menken
6. Ursula's Reveal (Score) – 1:30 – Alan Menken
7. Ariel's Grotto (Score) – 0:45 – Alan Menken
8. Shipwreck (Score) – 3:31 – Alan Menken
9. The Rescue (Score) – 1:07 – Alan Menken
10. Triton's Fury (Score) – 2:31 – Alan Menken
11. Journey to Ursula (Score) – 1:54 – Alan Menken
12. Ursula's a Liar (Score) – 1:52 – Alan Menken
13. Eric's Library (Score) – 1:24 – Alan Menken
14. Carriage Ride (Score) – 2:36 – Alan Menken
15. Marketplace (Score) – 1:42 – Alan Menken
16. Ursula's Potion (Score) – 1:32 – Alan Menken
17. Ariel Regains Her Voice (Score) – 1:39 – Alan Menken
18. The Sun Sets (Score) – 1:14 – Alan Menken
19. Ursula Battle (Score) – 4:28 – Alan Menken
20. Metamorphosis (Score) – 1:02 – Alan Menken
21. The Kiss (Score) – 0:53 – Alan Menken
22. Ariel's Goodbye (Score) – 1:23 – Alan Menken

### Edizione italiana
1. Il regno di Tritone – Musica di Alan Menken
2. La Sirenetta – Yana C
3. La canzone dei marinai – Federico Campaiola, Gerolamo Alchieri, Giovanni Guarino, Coro
4. La Sirenetta (reprise) – Yana C
5. In fondo al mar – Mahmood, Coro
6. Acque inesplorate – Simone Iuè
7. La canzone di Ursula – Simona Patitucci
8. Per la prima volta – Yana C
9. Baciala – Mahmood, Alessia Amendola, Ciro Clarizio, Coro
10. Il grande scoop – Alessia Amendola, Mahmood
11. La decisione di Eric – Musica di Alan Menken
12. L'inganno di Vanessa – Yana C
13. La Sirenetta (reprise II) – Yana C
14. Bacia la ragazza (ripresa band isolana) – Musica di Alan Menken
15. Finale – Musica di Alan Menken

## Classifiche
| Classifica (2023)          | Posizione massima |
| -------------------------- | ----------------- |
| Belgio (Fiandre)           | 54                |
| Nuova Zelanda              | 32                |
| Spagna                     | 94                |
| Regno Unito (Compilations) | 4                 |
| Regno Unito (Soundtracks)  | 3                 |
| Stati Uniti                | 21                |
| Stati Uniti (Soundtrack)   | 1                 |